# Maiduguri
Maiduguri est la capitale et principale ville de l'État de Borno, dans le nord-est du Nigeria.

## Géographie
Maiduguri est la capitale d'État nigérian la plus éloignée de la capitale économique nigériane, Lagos, distante de plus de 1 500 km au sud-ouest. La ville se situe à 100 km de la frontière camerounaise (à l'est), à 200 km de la frontière nigérienne (au nord), et à 250 km de la capitale tchadienne Ndjamena (à l'est).

## Histoire
La ville a été fondée au début du XXe siècle par l'Empire britannique pour y installer une garnison à proximité du Cameroun et du Tchad.
C'est dans cette ville que le groupe terroriste Boko Haram est fondé en 2002 par Mohamed Yusuf.
Le 19 février 2006, des manifestations contre les caricatures de Mahomet dans le nord du Nigeria se sont transformées en violences contre les chrétiens qui ont fait 15 morts. Le bilan matériel est lourd : plusieurs églises et boutiques tenues par des chrétiens ont été vandalisées ou incendiées.

## Enseignement supérieur
L’University of Maiduguri a été fondée en 1975.

## Lieux de culte
Parmi les lieux de culte, il y a principalement des mosquées musulmanes . Il y a aussi des églises et des temples chrétiens : Église du Nigeria (Communion anglicane), Presbyterian Church of Nigeria (Communion mondiale d'Églises réformées), Convention baptiste nigériane (Alliance baptiste mondiale), Living Faith Church Worldwide, Redeemed Christian Church of God, Assemblées de Dieu, Diocèse de Maiduguri (Église catholique).

## Transports
Route trans-sahélienne Dakar (Sénégal) — N'Djamena (Tchad) passe par Maiduguri. Maiduguri est à l'extrémité de l'autoroute A4. La ville est reliée par le transport aérien avec l’Aéroport international de Maiduguri.